# فنوغيل
فنوغيل بلدية من بلديات ولاية أدرار.
وعدد قصورها 14 وبها مدرسة قراءنية الشيخ مولي الحبيب بتاسفوة .
أسماء القصور وهي:
- باعمور
- سيدي يوسف
- فنوغيل
- اولاد مولاي لحسن
- برشيد
- أولاد مولاي عومار
- قصبة لحرار
- مكرة
- المنصور
- عزي
- بنهمي
- ودغة
- العلوشية
- عباني
- تاسفاوت